# Quartier Arnaud-Bernard
Le quartier Arnaud-Bernard (en occitan : Quartièr Naut Bernat) est un quartier populaire de la ville de Toulouse qui tire son nom du noble Arnaud Bernat propriétaire de terrains à l'intérieur des anciennes fortifications romaines de la ville au Moyen Âge, le nom venant lui-même de la rue Arnaud-Bernard qui tire son nom de la porta Arnaldi Bernardi en latin, 1125. Il s'est construit autour de la Place Arnaud Bernard.

## Historique

### Du Moyen-Âge à aujourd'hui
À l'époque des rois de France, la Porte Royale de la ville d'Arnaud Bernard servait d'entrée aux monarques arrivant par la route de Paris, pour accéder à la ville via la basilique Saint-Sernin. 
A l'origine, ce quartier Arnaud Bernard était un quartier "tampon" entre la ville du nom de Tolosa et la campagne. Pendant des dizaines d'années, le marché de gros se trouvait sur la place Arnaud-Bernard au centre-ville de Toulouse, où une halle métallique avait été installée... Celui-ci a été déplacé dans les années soixante (1964) au marché d'intérêt national de Lalande, et la halle a été détruite. Ouvert sur le nord de la ville Tolosa, le quartier a une tradition d'accueil lié aux différentes vagues d'immigration : travailleurs italiens puis réfugiés espagnols républicains s'installent à Arnaud-Bernard dans les années 1930. Ils sont suivis par les Maghrébins dès la fin des années 1960. Dans les années 1980 sont arrivés les « clandos », immigrés clandestins majoritairement marocains. Si Arnaud-Bernard est l'un des rares quartiers de Toulouse à ne pas avoir été rénové dans les années 1970, il est aujourd'hui en cours de gentrification.

## La vie du quartier
Les vide-greniers, les tournois de pétanques, les nocturnes et autres manifestations festives sont à l'initiative d'une vie associative riche.  
C'est dans ce quartier d'Arnaud Bernard qu'avec l'impulsion de Claude Sicre furent initiés les repas de quartiers qui ont lieu aujourd'hui encore chaque année en juin et désormais partout en France.  
Le dimanche, le quartier a longtemps accueilli le marché aux puces qui s'étendait jusqu'à la basilique Saint-Sernin jusqu'en 2017, date de requalification de la place Saint-Sernin.  

Un marché de Noël solidaire organisé par les commerçants et la mairie de Toulouse - le "Noël des enfants" - occupe la place Arnaud-Bernard depuis 2008 pour la période des fêtes de fin d'année.   

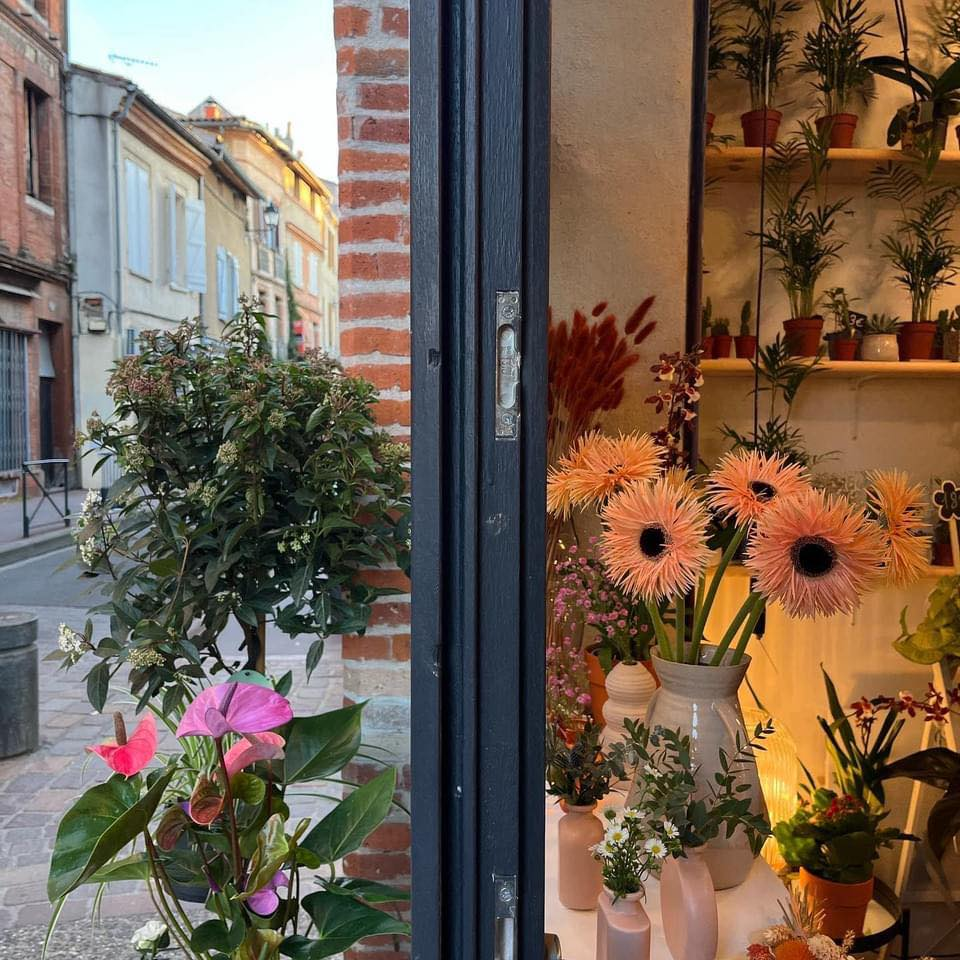
Une boutique de fleurs rue Arnaud Bernard

Le plan d'urbanisme de la ville de Toulouse a apporté un embellissement du quartier sur la base de consultations participatives. 